# Норвегия на зимних Олимпийских играх 1998
Норвегия принимала участие в XVIII Зимних Олимпийских играх, проходивших в Нагано, Япония, где завоевала 25 медалей, из которых 10 золотых, 10 серебряных и 5 бронзовых. Сборную страны представляли 76 спортсменов (49 мужчин, 27 женщин), выступавших в 10 видах спорта.

## Медалисты

### Золото
- Ханс Петтер Бурос — горнолыжный спорт, слалом.
- Халвар Ханевольд — биатлон, индивидуальная гонка, 20 км.
- Уле-Эйнар Бьёрндален — биатлон, спринт, 10 км.
- Бьярте Энген Вик — лыжное двоеборье, средний трамплин + гонка на 15 км.
- Халдор Скард, Кеннет Бротен, Бьярте Энген Вик и Фред Бёрре Лундберг — лыжное двоеборье, средний трамплин + гонка 4 х 5 км.
- Бьорн Дэли — лыжные гонки, раздельный старт, 10 км.
- Томас Альсгорд — лыжные гонки, гонка преследования, 15 км.
- Стуре Сивертсен, Эрлинг Евне, Бьорн Дэли и Томас Альсгорд — лыжные гонки, эстафета, 4 х 10 км.
- Бьорн Дэли — лыжные гонки, раздельный старт, 50 км.
- Одне Сёндрол — конькобежный спорт, 1500 м.

### Серебро
- Фруде Андресен — биатлон, спринт, 10 км.
- Эгиль Йелланн, Халвар Ханеволд, Даг Бьёрндален и Уле-Эйнар Бьёрндален — биатлон, эстафета, 4 х 7,5 км.
- Уле Кристиан Фурусет — горнолыжный спорт, слалом.
- Лассе Кьюс — горнолыжный спорт, скоростной спуск.
- Лассе Кьюс — горнолыжный спорт, комбинация.
- Марит Миккельспласс, Бента Скари, Элин Нильсен и Анита Моэн — лыжные гонки, эстафета, 4 х 5 км.
- Эрлинг Евне — лыжные гонки, раздельный старт, 30 км.
- Бьорн Дэли — лыжные гонки, гонка преследования, 15 км.
- Даниель Франк — сноуборд, хафпайп.
- Стине Брун Хьельдос — сноуборд, хафпайп.

### Бронза
- Анн-Элен Шельбрей, Аннетте Сиквеланн, Гунн Маргит Андреассен и Лив-Грете Шельбрей — биатлон, эстафета, 4 х 6 км.
- Антон Гримсмо, Стиг-Арне Гуннестад, Эйгиль Рамсфьелл, Торе Торвбротен, Ян Торесен — кёрлинг, турнир.
- Анита Моэн — лыжные гонки, раздельный старт, 15 км.
- Бента Скари — лыжные гонки, раздельный старт, 5 км.
- Кари Тро — фристайл, могул.